# Jacinto de Figueiredo e Abreu
Jacinto de Figueiredo e Abreu foi governador de São Tomé e Príncipe. No final do século XVIII, o rei Pedro II de Portugal ordenou-lhe que edificasse uma fortificação (Fortaleza de São João Baptista de Ajudá) na povoação de Ouidah, com o fim de proteger os embarques de escravos (1680 ou 1681).